# Bella del Sud

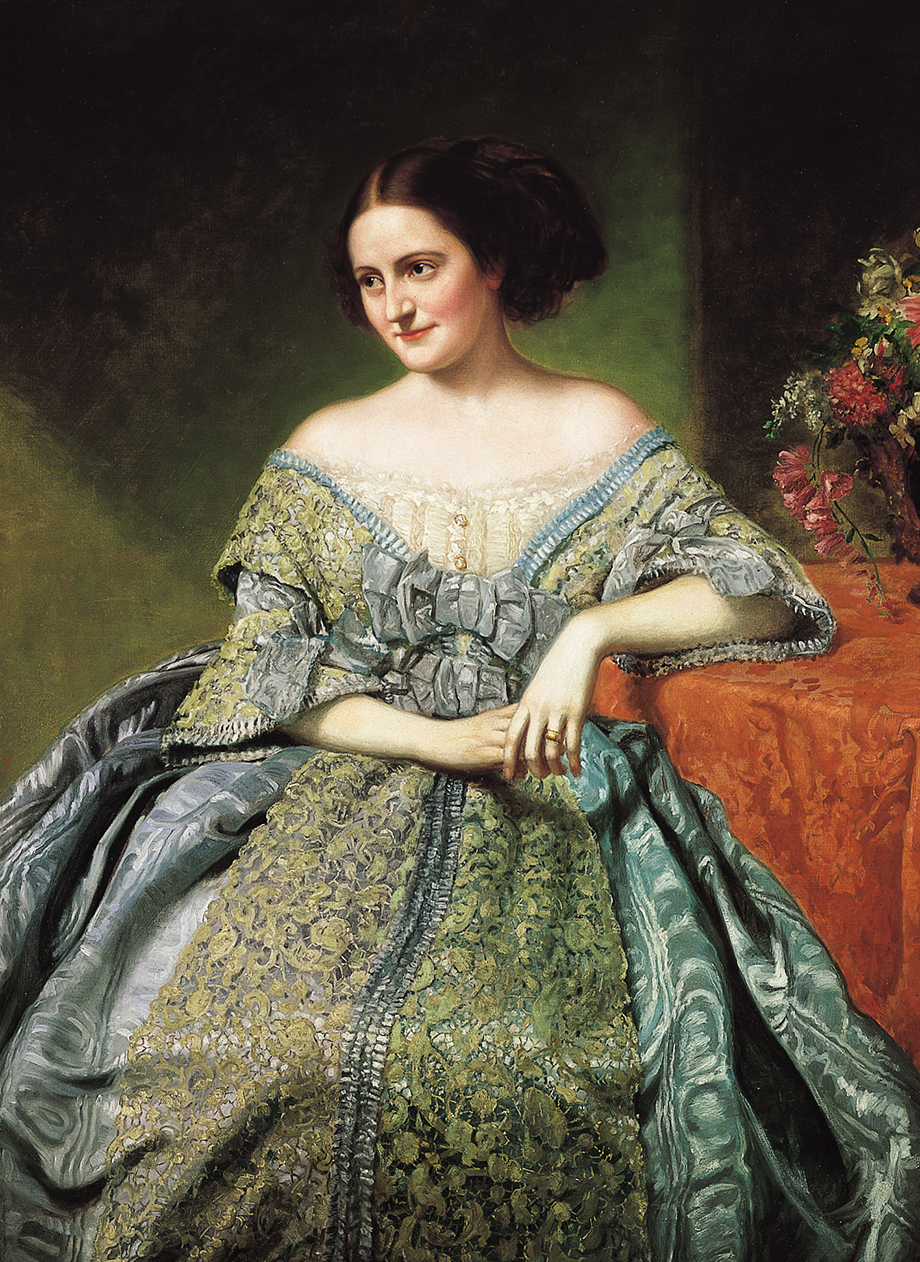
Sallie Ward (1827-1896), descritta come esempio reale di bella del Sud

La bella del Sud (in inglese Southern belle, in francese Belle du Sud), o bellezza del sud, è un personaggio tipo della letteratura, del cinema e del teatro. Il termine indica un personaggio femminile bianco solitamente giovane e proveniente da una classe sociale elevata nel profondo Sud degli Stati Uniti, spesso nel periodo precedente alla guerra civile americana.

## Storia e descrizione del personaggio
Le belle del Sud sono generalmente figlie di ricchi proprietari di piantagioni, giovani donne nubili che aspettano di sposare dei rispettabili gentiluomini sudisti e che incarnano o romanticizzano i valori attribuiti agli stati del Sud prima e dopo l'avvento della guerra civile. Spesso agghindata con ampie sottane, corsetti, cappelli di paglia e un ventaglio o un parasole per evitare un'abbronzatura da lavoratrice, la bella del Sud è caratterizzata da buone maniere, coltivazione del bello, ospitalità e un atteggiamento civettuolo ma sempre nei limiti del decoro e della castità.
La figura della bella del Sud nacque nel periodo precedente alla guerra civile come modello ideale per le giovani donne di buona famiglia, mentre dopo la sconfitta sudista ad opera degli Yankee la "Southern belle" divenne una figura evocata nostalgicamente per incarnare i valori (reali o idealizzati) che gli Stati del Sud avrebbero incarnato prima della guerra di seccessione. Nel ventesimo secolo questo personaggio tipo è stato criticato per il modo in cui romanticizza una società razzista che basava il suo potere sociale ed economico sullo sfruttamento degli schiavi: non è insolito che la bella del Sud venisse cresciuta da una "mammy" e che il padre fosse un latifondista e proprietario di piantagioni con dozzine di schiavi costretti a lavorare in condizioni disumane.
Sempre nel ventesimo secolo il ruolo ha subito delle evoluzioni e scrittori e drammaturghi si sono concentrati soprattutto sul comportamento della bella del Sud in seguito alla perdita di denaro e proprietà causata dalla guerra di secessione. Per non soccombere in tempo di guerra o risollevarsi dopo la sconfitta degli Stati del Sud, queste figure femminili divennero vere e proprie eroine capaci di usare il loro charme per risollevarsi economicamente e socialmente. Questo ad esempio è il caso di Rossella O'Hara di Via col vento, che vede gli agi e la raffinatezza della sua infanzia ed adolescenza sgretolarsi attorno a sé durante la guerra civile e che è costretta a reinventarsi, usando il proprio fascino per scopi più sottili e opportunistici. Le opere teatrali di Tennessee Williams hanno un particolare interesse per delle ex belle del Sud, donne non più giovanissime e non più benestanti che devono negoziare un passato confortevole e raffinato con un presente squallido; questo è il caso di Blanche DuBois in Un tram che si chiama Desiderio e di Amanda Wingfield ne Lo zoo di vetro.

## Esempi
- Rogue in X-Men
- Julie Marston in Figlia del vento
- Susan in Company
- Rossella O'Hara e Melania Hamilton in Via col Vento
- Blanche DuBois in Un tram che si chiama Desiderio
- Amanda Wingfield ne Lo zoo di vetro
- Maggie ne La gatta sul tetto che scotta
- Rosemary Bartlow ne Il bruto e la bella
- Brandy Lynn in Deadly Class
- Eleanor Shackleford ne L'agente n.13
- Daisy Duke in Hazzard
- Le protagoniste di Fiori d'acciaio
- Ruth Jamison in Pomodori verdi fritti al caffè di Whistle Stop
- Ada Monroe in Ritorno a Cold Mountain